# 库普里扬·基尔基日
库普里扬·奥西波维奇·基尔基日（俄语：Куприян Осипович Киркиж；1888年9月29日—1932年5月24日），苏联党和国家领导人，曾担任烏茲別克共產黨中央第一书记。

## 生平
- 1888年9月17日（格里历：9月29日）出生于沙俄维捷布斯克省勒佩尔区Smolyantsy村的一户农民家庭。
- 1901年起在当地造纸厂工作。后前往里加的爱德华·布伦斯造纸厂工作。1910年加入俄国社会民主工党（布）。
- 1911年-1912年，俄国社会民主工党（布）维捷布斯克省委竞选委员会工作。
- 1912年起，里加地下党工作。一战期间，哈尔科夫哈尔科夫VEC工厂卫生基金秘书。
- 1917年-1918年，俄国社会民主工党（布）哈尔科夫省佩丁斯基区委员会主席，哈尔科夫省委委员。
- 1918年-1919年，莫斯科火炮兵工厂委员会主席，苏俄哈尔科夫州军代表；哈尔科夫第2无产阶级集团军司令。
- 1919年-1920年，叶卡捷琳诺斯拉夫方面军顿涅茨克旅政委。
- 1920年，第41步枪师政委，第14军后勤处长。1920年-1922年，哈尔科夫市发电厂负责人，哈尔科夫州苏维埃执行委员会副主席。
- 1922年-1925年，乌克兰共产党（布）哈尔科夫州委执行书记，乌共（布）中央组织部部长。
- 1925年11月-1926年11月，乌共（布）哈尔科夫州委执行书记，乌共（布）中央书记处书记。
- 1926年11月-1927年2月，乌克兰苏维埃社会主义共和国工农监察人民委员。
- 1927年9月-1929年4月，乌兹别克共产党（布）中央第一书记，联共（布）中央中亚局副主席。
- 1929年4月-1931年，苏联贸易雇员工会中央委员会主席。
- 1929年4月-1932年5月，全苏工会中央主席团成员。其间，1931年-1932年5月，机械工人工会中央委员会主席。
- 1932年5月24日，由科夫罗夫返回莫斯科途中发生车祸，抢救无效遇难，终年43岁。葬于克里姆林宫红场墓园。

基尔基日是俄共（布）11-13大，联共（布）14-16大，第13-17次代表会议代表，第13届中央候补委员，第14-15届中央委员。

## 荣誉
- 红旗勋章（1923）

## 纪念
- 科夫罗夫市一条街道以基尔基日命名。
- 1932年-1949年，科夫罗夫的捷佳列夫工厂以基尔基日命名。